# Ульянова, Светлана Владимировна
Светлана Владимировна Ульянова (29 августа 1979 года) — Заслуженный мастер спорта России
(тяжёлая атлетика), двукратная чемпионка Европы.

## Карьера
С. В. Ульянова живёт в Нижнем Тагиле и тренируется у М. В. Хомякова.
Двукратная чемпионка Европы (2003, 2005), двукратная серебряный призёр чемпионата Европы (2004, 2006), бронзовый призёр чемпионата Европы 2007 года.
В 2006 году на чемпионате мира взяла две малые бронзовые медали, но по большему личному весу уступила большую бронзовую медаль.